# Поль, Ферран
Ферра́н Поль Пе́реc (кат. Ferran Pol Perez; 28 февраля 1983, Андорра-ла-Велья, Андорра) — андоррский футболист, вратарь, тренер. Выступал за национальную сборную Андорры.
Его старший брат Агусти Поль (1977) — футболист, полузащитник, выступавший за сборную Андорры.

## Биография

### Клубная карьера
В 2000 году играл за команду «Премиа» в третьем по силе дивизионе Испании. В сезоне 2002/03 выступал за испанский клуб «УАТ Хорта». Затем, в сезоне 2006/07 являлся игроком клуба «Граменет», где провёл 1 матч, в котором пропустил 1 гол. В сезоне 2009/10 Ферран Поль играл за команду «Сантс», которая базируется в Барселоне. С 2010 года по 2013 год выступал за клуб «Андорра».
В 2013 году перешёл в «Лузитанс». В сентябре 2013 года вместе с командой стал победителем Суперкубка Андорры, «Лузитанс» обыграл «Унио Эспортива Санта-Колома» со счётом (1:0). В сезоне 2013/14 стал финалистом Кубка Андорры. Также в течение сезона принял участие в квалификации Лиги чемпионов, где провёл 1 матч против «ЭБ/Стреймур» (5:1).
В 2014 году вернулся в «Андорру».

### Карьера в сборной
Выступал за юношескую сборную Андорры до 17 лет и провёл три игры в турнирах УЕФА. За сборную до 19 лет сыграл в двенадцати матчах.
С 1999 год по 2009 год вызывался в состав национальной сборной Андорры, однако на поле не выходил оставаясь на скамейке запасных. 2 июня 2010 года дебютировал в составе сборной в товарищеском матче против Албании (1:0), Ферран вышел 89-й минуте вместо Жозепа Гомеса. В отборочном турнире на чемпионат мира 2014 провёл 4 игры, в которых пропустил 13 голов.
Всего за сборную Андорры провёл 19 матчей.

## Достижения
- Финалист Кубка Андорры (1): 2014
- Обладатель Суперкубка Андорры (1): 2013